# Nepticulinae
Sous-famille
Les Nepticulinae sont une sous-famille de lépidoptères (papillons) de la famille des Nepticulidae.

## Liste des tribus
Selon ITIS (16 mars 2019) :
- tribu Nepticulini
- tribu Trifurculini

## Liste des tribus et genres
Selon NCBI (16 mars 2019) :
- tribu Nepticulini
  - genre Enteucha
  - genre Simplimorpha
  - genre Stigmella
- tribu Trifurculini
  - genre Acalyptris
  - genre Bohemannia
  - genre Ectoedemia
  - genre Etainia
  - genre Fomoria
  - genre Glaucolepis
  - genre Hesperolyra
  - genre Muhabbetana
  - genre Neotrifurcula
  - genre Parafomoria
  - genre Trifurcula
  - genre Zimmermannia